# Glossy
Een glossy is de benaming voor een type tijdschrift met een glimmende, glanzende (Engels: glossy) opmaak. Er wordt gebruikgemaakt van veel foto's op zwaar glanzend papier, dat een luxueuze lifestyle suggereert.
Elegance was de eerste Nederlandse glossy. Bekende hedendaagse glossy's zijn LINDA., &C, Cosmopolitan, Glamour, JAN en Marie Claire. Soms verschijnen thematische en eenmalige glossy's, zoals de Quiet 500, de Goot 500 en de Jezus!.  
Ook een opvallende trend zijn de glossy's met de naam van een bekende Nederlander, zoals de (al genoemde) LINDA., de Maarten! en de Wendy. 